# Melánie Marie ze Zichy-Ferraris
Hraběnka Melánie Marie Antonie ze Zichy-Ferraris (18. ledna 1805, Vídeň – 3. března 1854 tamtéž) byla uhersko-rakouská šlechtična. Byla třetí manželkou knížete Klemense Václava z Metternich-Winneburgu, státního kancléře Rakouského císařství a významného evropského politika.

## Život
Narodila se ve Vídni jako dcera hraběte Františka Zichy-Ferrarise a jeho manželky Marie Vilemíny z Ferraris.

### Manželství
30. ledna 1831 se provdala za knížete Klemense Václava z Metternichu, státního kancléře rakouského císařství a důvěrníka císaře Františka I. Dvakrát ovdovělý kníže Metternich byl již ženatý:
- nejprve s hraběnkou Marií Eleonorou, rozenou Kounicovou z Rietbergu, od 27. září 1795 do jejího skonu 19. března 1825. Z tohoto manželství měl osm dětí, z nichž čtyři dosáhly dospělosti:
  - Viktor (1803–1829),
  - Marie Antonie (1806–1829),
  - Leontýna Adéla (1811–1861), a
  - Hermína Gabriela (1815–1890) jeptiška v Savojském institutu šlechtičen (Savoysche Damenstift) ve Vídni.
- Ve druhém manželství byl ženatý s baronkou Marií Antonií z Leykamu, od 5. listopadu 1827 až do její smrti v roce 1829. Z tohoto manželství se narodil pouze jeden syn, Richard Klemens (1829–1895).

Coby manželka významného knížete z Metternichu byla Melánie jednou z předních dam vídeňské společnosti.
Kromě toho si od svého sňatku vedla deník, jehož úryvky byly publikovány v 80. letech 19. století. Její zápisky jsou zvláště významný zdroj informací o samotném knížeti Metternichovi a způsobu jeho politiky. Deník je také cenným dokumentem pro studium vídeňské společnosti a Rakouského císařství v době známé jako Vormärz.
Malánie byla velmi hrdá, odmítla například přijmout děti francouzského krále Ludvíka Filipa při jejich návštěvě Vídně.
Po revoluci v roce 1848, která sesadila jejího manžela jako kancléře císařství, ho doprovázela v jeho exilu v Anglii a Bruselu až do návratu rodiny zpět do Vídně v roce 1851.
Poslední roky života trpěla podlomeným zdravím, zemřela ve Vídni 3. března 1854 ve věku 49 let. Je pohřbena v rodové hrobce Metternichů v Plasích.

### Manželství a potomstvo
Z manželství s Klemensem Václavem z Metternichu, měla pět dětí:
1. Melánie Marie (1832–1919), dáma druhé třídy řádu hvězdného kříže, provdaná za politika hraběte Josefa Zichyho (1814–1897).
2. Klemens (1833–1833).
3. Pavel Klemens (1834–1906) si vzal svou sestřenici hraběnku Melanii Zichy-Ferraris (1843–1925).
4. Marie Emílie (1836–1836).
5. Lothar Štěpán (1837–1904)

## Vyznamenání
- Dáma druhé třídy Řádu hvězdového kříže.
- Palácová dáma císařského a královského dvora.